# 逆V型アンテナ
逆V型アンテナ（ぎゃくブイがたアンテナ、英語：inverted vee antenna）とは、2本の電線をVの字を逆さにした形になるように張ったアンテナで、ダイポールアンテナの一種。給電点が約50Ωになることと、敷設や調整が容易なことから、長波、中波、短波用によく用いられる。エレメントの角度は90°から120°になる。